# Майкл Медсен
Майкл Медсен (англ. Michael Madsen; 25 вересня 1957, Чикаго, Іллінойс — 3 липня 2025, Малібу, Каліфорнія) — американський актор. Найбільш відомий за ролями у фільмах «Тельма і Луїза» (1991), «Скажені пси» (1992), «Звільніть Віллі» (1993), «Доні Браско» (1997), «Убити Білла» (2003), «Місто гріхів» (2005) та «Мерзенна вісімка» (2015).

## Біографія
Майкл Медсен народився 25 вересня 1957 року в Чикаго, штат Іллінойс, у сім'ї пожежника Кальвіна Медсена і Елейн, поетеси і телевізійного продюсера. Мати актора навіть вигравала «Еммі» за свою роботу на ТБ, але пішла з цього бізнесу, щоб зосередитися на поезії. Батьки батька майбутнього актора емігрували з Данії, а його мати має англійське, німецьке, ірландське, корінне американське та шотландське походження. Сестра Майкла Вірджинія Медсен також стала акторкою.
Перш ніж стати актором, Майкл перепробував безліч далеких від мистецтва професій: працював маляром і автомеханіком, санітаром на «швидкій допомозі» і робітником на автозаправці. Кар'єра Майкла почалася в театрі «Steppenwolf Theatre Company», також він брав уроки акторської майстерності у Джона Малковича.

## Кар'єра
У 1982 році Майкл Медсен дебютував на великому екрані. Його першою роботою в кіно стала головна роль в незалежному фільмі «Всупереч всім очікуванням». Через рік він відзначився невеликою роллю в картині «Військові ігри», а також епізодами в різних телевізійних серіалах. У 1984 році він вирішив переїхати в Лос-Анджелес, де знявся у фільмі «Природний дар» в ролі зарозумілого бейсболіста Бартолом'ю Бейлі, зіграв божевільного вбивцю у фільмі «Убий мене знову» (1989) і жорсткого, але зворушливого бойфренда Луїзи в фільмі «Тельма і Луїза» (1991). У 1992 році Майкл Медсен виконав одну з найбільш пам'ятних ролей у своїй кар'єрі — містера Блондина у фільмі невідомого на той момент режисера Квентіна Тарантіно «Скажені пси». Саме ця роль привернула до нього увагу критиків, а образ містера Блондина міцно зайняв місце в хіт-парадах найжорстокіших персонажів.
В середині 90-х Майкл бере участь у різних голлівудських проєктах, таких як «Звільніть Віллі», «Вайетт Ерп», «Особина», «Скеля Малголланд». Окремо стоїть обласканий критиками «Доні Браско», в якому Майкл знявся разом з Джонні Деппом і Аль Пачіно. Починаючи з 2000-х бере участь переважно у телевізійних проєктах і малобюджетних фільмах, винятками стали чергова серія бондіани «Помри, але не зараз» (2002), фільм Квентіна Тарантіно «Убити Білла» (2003) та екранізація коміксу Френка Міллера «Місто гріхів» (2005).
Майкл Медсен також озвучив відеоігри: GTA 3, Driv3r, Narc, Yakuza, Dishonored і The Walking Dead: Season Two. З другої половини двохтисячних Майкл Медсен став брати участь у величезній кількості проєктів, більшість з яких виходило відразу на DVD.
У грудні 2015 року став гостем передачі Вечірній Київ.

## Особисте життя
Майкл Медсен був одружений з Джорджанне ЛаП'єр, двоюрідною сестрою співачки Шер. Після розпаду шлюбу одружився з Джанін Бісігнано, яка народила двох синів. А з 1996 року Медсен одружений з ДеАнні Морган, у них троє дітей. Майкл Медсен пише вірші з 10 років, за цей час вийшли кілька публікацій і збірників його текстів.

## Смерть
3 липня 2025 року 67-річного Медсена знайшли непритомним у його будинку в Малібу, Каліфорнія. Реанімувати актора не вдалось. За словами його менеджера, причиною смерті стала зупинка серця.

## Фільмографія

### Фільми
| Рік  |     | Українська назва                             | Оригінальна назва                                              | Роль                         |
| ---- | --- | -------------------------------------------- | -------------------------------------------------------------- | ---------------------------- |
| 1982 | ф   | Всупереч всім очікуванням                    | Against All Hope                                               | Сесіл Мо                     |
| 1983 | ф   | Військові ігри                               | WarGames                                                       | Стів                         |
| 1984 | ф   | Наввипередки з місяцем                       | Racing with the Moon                                           | Френк                        |
| 1984 | ф   | Природний дар                                | The Natural                                                    | Бумп Бейлі                   |
| 1987 | ф   | Час убивати                                  | The Killing Time                                               | Стю                          |
| 1988 | ф   | Ігуана                                       | Iguana                                                         | Себастьян                    |
| 1988 | ф   | Тіні в шторм                                 | Shadows in the Storm                                           | Ерл                          |
| 1989 | ф   | Червоний, як кров                            | Blood Red                                                      | Енціо                        |
| 1989 | ф   | Убий мене знову                              | Kill Me Again                                                  | Вінс Міллер                  |
| 1990 | ф   | Кінець невинності                            | The End of Innocence                                           | Ерл                          |
| 1991 | ф   | The Doors                                    | The Doors                                                      | Том Бейкер                   |
| 1991 | ф   | Тельма і Луїза                               | Thelma & Louise                                                | Джиммі                       |
| 1992 | ф   | Скажені пси                                  | Reservoir Dogs                                                 | містер Блондин               |
| 1992 | ф   | Відверта розмова                             | Straight Talk                                                  | Стів                         |
| 1992 | ф   | Ціна вбивства                                | Fatal Instinct                                                 | Кліфф Берден                 |
| 1993 | ф   | Попереду одні неприємності                   | Trouble Bound                                                  | Гаррі Телбот                 |
| 1993 | ф   | За межами закону                             | Beyond the Law                                                 | Блад                         |
| 1993 | ф   | Звільніть Віллі                              | Free Willy                                                     | Глен Грінвуд                 |
| 1993 | ф   | Безкоштовні гроші                            | Money for Nothing                                              | детектив Лоренці             |
| 1993 | ф   | Будинок на пагорбах                          | A House in the Hills                                           | Міккі                        |
| 1994 | ф   | Втеча                                        | The Getaway                                                    | Руді Тревіс                  |
| 1994 | ф   | Синій тигр                                   | Blue Tiger                                                     | продавець зброї              |
| 1994 | ф   | Смертельний зв'язок                          | Dead Connection                                                | детектив Метт Діксон         |
| 1994 | ф   | Вайетт Ерп                                   | Wyatt Earp                                                     | Вірджіл Ерп                  |
| 1994 | ф   | Час змін                                     | Season of Change                                               | Ренді Паркер                 |
| 1995 | ф   | Особина                                      | Species                                                        | Престон Ленокс               |
| 1995 | ф   | Звільніть Віллі 2                            | Free Willy 2: The Adventure Home                               | Глен Грінвуд                 |
| 1995 | ф   | Людина з пістолетом                          | Man with a Gun                                                 | Джон Вілбур Хардін           |
| 1995 | в   | Червона лінія                                | Red Line                                                       | містер Лоренс                |
| 1996 | ф   | Майже блюз                                   | Almost Blue                                                    | Морріс Пул                   |
| 1996 | ф   | Скеля Малголланд                             | Mulholland Falls                                               | Едді Холл                    |
| 1996 | ф   | Переможець                                   | The Winner                                                     | Вольф                        |
| 1996 | ф   | Останні дні Френкі на прізвисько «Муха»      | The Last Days of Frankie the Fly                               | Сел                          |
| 1997 | ф   | Доні Браско                                  | Donnie Brasco                                                  | Сонні Блек                   |
| 1997 | ф   | Правила гри                                  | The Maker                                                      | Скарні                       |
| 1997 | ф   | Дівчина для боса                             | The Girl Gets Moe                                              | Доннеллі                     |
| 1997 | ф   | Ціль номер один                              | Executive Target                                               | Нік Джеймс                   |
| 1997 | ф   | Могила 38                                    | Catherine's Grove                                              | Джо Мейсон                   |
| 1998 | ф   | На лезі ножа                                 | Rough Draft                                                    | Гейнес                       |
| 1998 | ф   | Паперовий слід                               | Papertrail                                                     | агент ФБР Бред Абрахам       |
| 1998 | ф   | Земля — повітря                              | Surface to Air                                                 | командор-сержант Зак Мейссін |
| 1998 | ф   | Особина 2                                    | Species II                                                     | Престон Ленокс               |
| 1998 | ф   | Посланник                                    | The Sender                                                     | Даллас Грейсон               |
| 1998 | ф   | Украдене прокляття                           | Fait Accompli                                                  | Френк Барлоу                 |
| 1998 | в   | Обхід                                        | Detour                                                         | Берл Роджерс                 |
| 2000 | ф   | Бродяга                                      | The Stray                                                      | Бен                          |
| 2000 | ф   | Злодій завжди злодій                         | Luck of the Draw                                               | Зіппо                        |
| 2000 | ф   | Дублер                                       | The Alternate                                                  | агент Джек Бріггс            |
| 2000 | ф   | Злодій і стриптизерка                        | The Thief & the Stripper                                       | Джиммі Ді                    |
| 2000 | ф   | Березневі іди                                | Ides of March                                                  | дядько                       |
| 2000 | ф   | Гра без правил                               | Bad Guys                                                       | Джей Пітерс                  |
| 2001 | ф   | Примара                                      | The Ghost                                                      | Ден Олінгхауз                |
| 2001 | ф   | Точка тиску                                  | Pressure Point                                                 | Джед Гріффін                 |
| 2001 | ф   | Співучасники                                 | Choke                                                          | Вілл                         |
| 2001 | ф   | Поліція Лос-Анджелеса                        | L.A.P.D.: To Protect and to Serve                              | лейтенант Александр          |
| 2001 | ф   | Вища честь                                   | Extreme Honor                                                  | Спаркс                       |
| 2001 | ф   | Поза законом                                 | Outlaw                                                         | Коннер                       |
| 2002 | ф   | Любов.com                                    | Love.com                                                       | Расс                         |
| 2002 | ф   | Помри, але не зараз                          | Die Another Day                                                | Деміан Фалько                |
| 2002 | ф   | Ласкаво просимо в Америку                    | Welcome to America                                             | Леон Фогель                  |
| 2003 | ф   | Донька мого боса                             | My Boss's Daughter                                             | Ті-Джей                      |
| 2003 | ф   | Убити Білла. Фільм 1                         | Kill Bill Volume 1                                             | Бадд                         |
| 2003 | ф   | Товариство анонімних вампірів                | Vampires Anonymous                                             | Гено                         |
| 2004 | ф   | Блуберрі                                     | Blueberry                                                      | Воллес Себастьян Блонт       |
| 2004 | ф   | Убити Білла. Фільм 2                         | Kill Bill: Volume 2                                            | Бадд                         |
| 2004 | ф   | Змотуй вудки                                 | Сматывай удочки                                                | Boss                         |
| 2005 | ф   | Місто гріхів                                 | Sin City                                                       | Боб                          |
| 2005 | ф   | Чоловічий сезон: Оксамитова революція        | Мужской сезон: Бархатная революция                             | Американець                  |
| 2005 | ф   | Полювання на привидів                        | Chasing Ghosts                                                 | Кевін Гаррісон               |
| 2005 | ф   | Бладрейн                                     | BloodRayne                                                     | Владимир                     |
| 2005 | ф   | Хроніки Нарнії: Лев, чаклунка і чарівна шафа | The Chronicles of Narnia: The Lion, the Witch and the Wardrobe | Могрім (голос)               |
| 2006 | ф   | Все включено                                 | All In                                                         | Сел                          |
| 2006 | ф   | Дуже страшне кіно 4                          | Scary movie 4                                                  | Олівер                       |
| 2006 | ф   | Остання висадка                              | The Last Drop                                                  | полковник Джей Ті Кольт      |
| 2006 | ф   | Хобокенське пустище                          | Hoboken Hollow                                                 | Джей Ті Голдман              |
| 2006 | ф   | Братство темряви                             | Canes                                                          | Гільєрмо Лист                |
| 2006 | ф   | Машина для вбивств                           | UKM: The Ultimate Killing Machine                              | Майор Блевінс                |
| 2007 | ф   | Машина                                       | Machine                                                        | Рей                          |
| 2007 | ф   | Жити або померти                             | Living & Dying                                                 | агент Лінд                   |
| 2007 | ф   | Вихід на посадку                             | Boarding Gate                                                  | Майлз Ренберг                |
| 2007 | ф   | Афганські лицарі                             | Afghan Knights                                                 | Купер                        |
| 2007 | ф   | Сила і честь                                 | Strength and Honour                                            | Шон Келлер                   |
| 2007 | ф   | Зуб і ніготь                                 | Tooth and Nail                                                 | Шакал                        |
| 2008 | ф   | Пекельна поїздка                             | Hell Ride                                                      | Гент                         |
| 2008 | ф   | Остання година                               | Last Hour                                                      | Монк                         |
| 2008 | ф   | Злість                                       | Vice                                                           | Вокер                        |
| 2008 | ф   | Брейк                                        | Break                                                          | спільник                     |
| 2008 | ф   | Підкорювачі вершин                           | Deep Winter                                                    | Дін                          |
| 2008 | ф   | Будинок                                      | House                                                          | Людина-бляшанка / офіцер     |
| 2009 | ф   | Цей світ не такий уже й поганий              | You Might as Well Live                                         | Клінтон Манітоба             |
| 2009 | ф   | Ясне озеро                                   | Clear Lake, WI                                                 | Преподобний                  |
| 2009 | ф   | Безповоротний шлях                           | Road of No Return                                              | Джей Марконі                 |
| 2009 | ф   | Зброя за наймом                              | Hired Gun                                                      | Ден Моллер                   |
| 2009 | ф   | Веселка Шеннон                               | Shannon's Rainbow                                              | Дейв Блер                    |
| 2009 | ф   | Загублені у лісі                             | Lost in the Woods                                              | Стюарт Бунка                 |
| 2009 | ф   | Дитина                                       | Chamaco                                                        | Віллі                        |
| 2009 | ф   | Стікаючий кров'ю                             | The Bleeding                                                   | Отець Рой                    |
| 2009 | ф   | Лігейя Едгара Аллана По                      | Ligeia                                                         | Джордж                       |
| 2009 | мф  | Зелений Ліхтар: Перший політ                 | Green Lantern: First Flight                                    | Кіловог (голос)              |
| 2009 | в   | Різдвяна аварія                              | Christmas Crash                                                | Джозеф Джонсон               |
| 2010 | ф   | Ну що, зіграємо?                             | Let the Game Begin                                             | доктор Тернер                |
| 2010 | ф   | Велике Я                                     | The Big I Am                                                   | Мартелл                      |
| 2010 | ф   | Жахлива пастка                               | Terror Trap                                                    | Картер                       |
| 2010 | ф   | Ключ Саламандри                              | Пятая казнь                                                    | Рік                          |
| 2011 | ф   | Холодний день у пеклі                        | A Cold Day in Hell                                             | Маршал США Сталлінгс         |
| 2011 | ф   | Брудний маленький обман                      | Dirty Little Trick                                             | Віто                         |
| 2011 | ф   | Косяки                                       | Loosies                                                        | лейтенант Нік Салліван       |
| 2011 | ф   | Головний ворог                               | A Matter of Justice                                            | Лео Ібіца                    |
| 2011 | ф   | Похмурий Амстердам                           | Amsterdam Heavy                                                | Кіл                          |
| 2012 | в   | Ельдорадо                                    | Eldorado                                                       | Тед                          |
| 2012 | ф   | Загроза зараження                            | Infected                                                       | Луїс                         |
| 2012 | ф   | Спокутування гріхів                          | Sins Expiation                                                 | Дон Манчіно                  |
| 2012 | ф   |                                              | Prince of the City                                             | Бен Карлтон                  |
| 2013 | ф   |                                              | Along the Roadside                                             | Джеррі                       |
| 2013 | ф   |                                              | Ashley                                                         | Білл                         |
| 2013 | ф   |                                              | I'm in Love with a Church Girl                                 | Френк Харріс                 |
| 2014 | ф   |                                              | The Ninth Cloud                                                | Боб                          |
| 2014 | ф   | Скорий "Москва-Росія"                        | Скорый «Москва-Россия»                                         | агент                        |
| 2015 | ф   |                                              | Skin Traffik                                                   | Босс                         |
| 2015 | ф   | Дроворуб                                     | Lumberjack Man                                                 | доктор Пітер Ширткліф        |
| 2015 | ф   |                                              | No Deposit                                                     | Пітер Шей                    |
| 2015 | ф   |                                              | Hope Lost                                                      | Манол                        |
| 2015 | ф   |                                              | Flipped                                                        | Кейсі                        |
| 2015 | ф   |                                              | Death in the Desert                                            | Рей Ейлер                    |
| 2015 | ф   | Мерзенна вісімка                             | The Hateful Eight                                              | Джо «Пастух» Гейдж           |
| 2016 | ф   |                                              | Magi                                                           | Лоуренс Ірлам                |
| 2016 | ф   |                                              | Vigilante Diaries                                              | Моро                         |
| 2016 | ф   |                                              | Kidnapped in Romania                                           | Міхай                        |
| 2017 | ф   |                                              | Rock Paper Dead                                                | Дойл Дечерт                  |
| 2017 | ф   |                                              | The Broken Key                                                 | Таллі Де Марко               |
| 2017 | ф   |                                              | Бензин                                                         | Макс                         |
| 2018 | ф   |                                              | The Garden Left Behind                                         | Кевін                        |
| 2019 | в   |                                              | Welcome to Acapulco                                            | Гайд                         |
| 2019 | ф   |                                              | Trading Paint                                                  | Лінський                     |
| 2019 | ф   | Одного разу в… Голлівуді                     | Once Upon a Time in Hollywood                                  | шериф Хакет                  |
| 2019 | док |                                              | QT8: The First Eight                                           | у ролі самого себе           |
| 2020 | ф   | Упалі ангели                                 | Angels Fallen                                                  | Балтазар                     |
| 2020 | ф   |                                              | Nishabdham                                                     | Річард Докінз                |
| 2020 | ф   |                                              | Until We Meet Again                                            | детектив Моррісон            |
| 2021 | ф   |                                              | Cosmic Radio                                                   | сенатор Атвуд                |
| 2021 | ф   |                                              | Burial Ground Massacre                                         | Деймон                       |
| 2021 | ф   |                                              | American Night                                                 | Лорд Семюел Морган           |
| 2021 | ф   |                                              | Christmas Thieves                                              | Вінс                         |
| 2022 | ф   |                                              | The Witching Hour                                              | детектив                     |
| 2022 | ф   |                                              | Damon's Revenge                                                | Деймон                       |
| 2022 | ф   |                                              | Age of Stone and Sky: The Warlock's Curse                      | чорнокнижник                 |
| 2022 | ф   |                                              | Spirit Riser                                                   | оповідач                     |
| 2022 | ф   |                                              | Numbers                                                        | детектив Кейсі               |
| 2023 | ф   | Джонні Блек поза законом                     | Outlaw Johnny Black                                            | Датч                         |

### Телебачення
| Рік       |    | Українська назва                              | Оригінальна назва                         | Роль                                           |
| --------- | -- | --------------------------------------------- | ----------------------------------------- | ---------------------------------------------- |
| 1983      | с  | Сент-Елсвер                                   | St. Elsewhere                             | Майк О'Коннор                                  |
| 1983      | тф | Спеціальний бюлетень                          | Special Bulletin                          | Джиммі Ленокс                                  |
| 1984      | с  | Кегні та Лейсі                                | Cagney & Lacey                            | Бойд Еванс Страут                              |
| 1984      | с  | Поліція Маямі                                 | Miami Vice                                | Саллі Альварадо                                |
| 1985      | с  | Автостопщик                                   | The Hitchhiker                            | Джон Гемптон                                   |
| 1985—1986 | с  | Наша сімейна честь                            | Our Family Honor                          | Огі Данциг                                     |
| 1986      | с  | Кримінальна історія                           | Crime Story                               | Джонні Фосс                                    |
| 1988      | с  | Війна і спогад                                | War and Remembrance                       | лейтенант Фуф Тергелл                          |
| 1989      | с  |                                               | Almost Grown                              | Вальтер Змуйда                                 |
| 1989      | с  | Службове відрядження                          | Tour of Duty                              | Сержант Грег Блок                              |
| 1989      | с  | Джейк і товстун                               | Jake and the Fatman                       | Чейз                                           |
| 1989      | с  | Квантовий стрибок                             | Quantum Leap                              | Блу                                            |
| 1990      | с  |                                               | The Outsiders                             | Мік Дженкінс                                   |
| 1992      | тф | Викрасти дитину                               | Baby Snatcher                             | Кел Хадсон                                     |
| 1998—1999 | с  | Помста без меж                                | Vengeance Unlimited                       | містер Чапел                                   |
| 1999      | тф | Вища міра                                     | Supreme Sanction                          | Далтон                                         |
| 2000      | тф | Жертвопринесення                              | Sacrifice                                 | Тайлер Пірс                                    |
| 2000      | тф | Рівно опівдні                                 | High Noon                                 | Френк Міллер                                   |
| 2003      | тф | 44 хвилини: Стрілянина в Північному Голлівуді | 44 Minutes: The North Hollywood Shoot-Out | Френк МакГрегор                                |
| 2004      | тф | Франкенштейн                                  | Frankenstein                              | детектив Харкер                                |
| 2005      | с  |                                               | Tilt                                      | Донован 'Матадор' Еверест                      |
| 2007      | тф | Крокодил                                      | Croc                                      | Крок Гокінс                                    |
| 2008      | тф |                                               | Crash and Burn                            | Вінсент Скайло                                 |
| 2010      | с  | C.S.I.: Місце злочину Маямі                   | CSI: Miami                                | Купера Дейлі                                   |
| 2010      | с  | 24                                            | 24                                        | Джим Рікер                                     |
| 2012      | мс | Закусочна Боба                                | Bob's Burgers                             | Кевін Костнер (голос) (Епізод: "Moody Foodie") |
| 2012      | тф |                                               | Piranhaconda                              | Професор Лавгров                               |
| 2012      | с  | Блакитна кров                                 | Blue Bloods                               | Джон                                           |
| 2012—2013 | с  |                                               | The Mob Doctor                            | Рассел Кінг                                    |
| 2013      | с  |                                               | Golden Boy                                | Уолтер Кларк-старший                           |
| 2013      | с  |                                               | Axe Cop                                   | Baby Man                                       |
| 2014      | с  | Гаваї 5.0                                     | Hawaii Five-0                             | Рой Періш                                      |
| 2015      | с  |                                               | Big Time in Hollywood, FL                 | Гарві Скоулз                                   |
| 2016      | с  |                                               | Powers                                    | Патрік / Супершок                              |
| 2016      | с  |                                               | Those Who Can't                           | Офіцер Каллахан                                |
| 2016      | с  |                                               | Real Detective                            | Філ Райан                                      |
| 2017      | тф |                                               | The Wrong Neighbor                        | тренер                                         |
| 2018      | тф |                                               | Megalodon                                 | Адмірал Кінг                                   |

### Відеоігри
| Рік  |    | Українська назва                  | Оригінальна назва                 | Роль                     |
| ---- | -- | --------------------------------- | --------------------------------- | ------------------------ |
| 2001 | вг | Grand Theft Auto III              | Grand Theft Auto III              | Тоні Сіпріані            |
| 2003 | вг | True Crime: Streets of LA         | True Crime: Streets of LA         | Рафферті                 |
| 2004 | вг | Driv3r                            | Driv3r                            | Теннер                   |
| 2005 | вг | Yakuza                            | Yakuza                            | Футоші Шимано            |
| 2005 | вг | Narc                              | Narc                              | детектив Джек Фрозенські |
| 2006 | вг | Reservoir Dogs                    | Reservoir Dogs                    | містер Блондин           |
| 2012 | вг | Dishonored                        | Dishonored                        | Дауд                     |
| 2013 | вг | Dishonored: The Knife of Dunwall  | Dishonored: The Knife of Dunwall  | Дауд                     |
| 2013 | вг | Dishonored: The Brigmore Witches  | Dishonored: The Brigmore Witches  | Дауд                     |
| 2014 | вг | The Walking Dead: Season Two      | The Walking Dead: Season Two      | Вільям Карвер            |
| 2016 | вг | Dishonored 2                      | Dishonored 2                      | Дауд                     |
| 2017 | вг | Dishonored: Death of the Outsider | Dishonored: Death of the Outsider | Дауд                     |